# Cablegate
Cablegate begon op 28 november 2010 toen de klokkenluidersite WikiLeaks vertrouwelijke Amerikaanse documenten lekte die de Amerikaanse diplomatie in verlegenheid brachten. Bij het schandaal werden 250.000 Amerikaanse diplomatieke telegrammen (cables) openbaar gemaakt, die vanuit Washington verstuurd waren naar Amerikaanse ambassades. De vijf dagbladen The Guardian, Der Spiegel, Le Monde, El País en The New York Times (deze laatste via The Guardian) hadden al eerder de beschikking over (een aantal van) de documenten en publiceerden deze tegelijkertijd op 28 november 2010. De berichten zijn verspreid over de periode 2007-2010, de meest recente uit februari 2010. De publicatie van de documenten werd onmiddellijk veroordeeld door het Witte Huis, dat beweerde dat door de publicatie talloze levens in gevaar waren gebracht.

## Spionage op de ambassades
Uit de documenten blijkt dat de Amerikaanse ambassades voor spionagedoeleinden worden gebruikt. Amerikaanse diplomaten worden niet alleen geacht informatie op diplomatieke manier (door middel van hun contacten en gesprekken) te verkrijgen. Zij moeten ook andere informatie vergaren, zoals creditcardnummers, frequentflyernummers, vingerafdrukken, DNA-stalen, details van de iris, serienummers van wapens, gegevens over de beveiligde wagens en de gebruikte 'veilige' communicatiesystemen (zoals wachtwoorden en persoonlijke sleutels voor encryptie) van bepaalde personen. Zo werden de secretaris-generaal van de VN Ban Ki-moon en de permanente vertegenwoordigers van de Raad uit China, Rusland, Frankrijk en het Verenigd Koninkrijk bespioneerd.

## Andere conclusies
Uit de telegrammen kon een aantal conclusies getrokken worden:
- Het Amerikaanse leger heeft zich meerdere malen misdragen in Irak en Afghanistan.
- Kritiek op de militaire operaties van het Verenigd Koninkrijk in Afghanistan.
- Claims van ongepast gedrag door een lid van de Britse koninklijke familie: prins Andrew.
- Analyses van tal van leiders. Zo werd Mahmoud Ahmadinejad vergeleken met Adolf Hitler, wordt Vladimir Poetin vergeleken met een alfamannetje en Angela Merkel als iemand die "risico's vermijdt en zelden creatief is".
- Vermeende banden tussen de Russische regering en de georganiseerde misdaad.
- Angsten in Washington en Londen over de beveiliging van het Pakistaanse nucleaire wapenprogramma.
- Een aantal leiders van Arabische landen, onder wie toenmalig koning Abdoellah van Saoedi-Arabië, koning Hamad ibn Isa Al Khalifa van Bahrein en toenmalig president Moebarak van Egypte, heeft er bij de Verenigde Staten herhaaldelijk op aangedrongen Iran aan te vallen om zijn atoomprogramma te vernietigen en te voorkomen dat Teheran een kernwapen kan vervaardigen. Voorts heeft Israël gehint bereid te zijn een nucleair Iran aan te vallen.[2][3]
- Twijfel aan de geestelijke gezondheid van de Argentijnse presidente Cristina Fernández de Kirchner.
- Er liggen Amerikaanse kernwapens in België en Nederland. In het telegram is sprake van "mogelijkheid van het terugtrekken van kernwapens uit Duitsland en misschien ook uit België en Nederland". Waarschijnlijk gaat het hier om de wapens op de vliegbases Kleine-Brogel en Volkel.

## Tijdlijn
- 28 november 2010: De eerste documenten van het totaal aan 250.000 geheime documenten worden openbaar gemaakt.
- 29 november: In de documenten staat dat er in Nederland en België kernwapens zijn.
- 1 december: Door Interpol wordt er een opsporingsbevel uitgevaardigd voor Julian Assange in verband met de verdenking van verkrachting in Zweden.
- 2 december: EveryDNS haalt WikiLeaks uit zijn systemen, omdat DDoS-aanvallen een bedreiging vormen voor de stabiliteit van de infrastructuur van de organisatie.
- 3 december: De website WikiLeaks.org wordt uit de lucht gehaald door de Amerikaanse provider Amazon, maar er zijn vele alternatieven (mirrors) waar de informatie gewoon bereikbaar is zoals op WikiLeaks.nl.
- 4 december: De online betaaldienst PayPal maakt het onmogelijk om via deze dienst aan WikiLeaks geld te doen toekomen. Tevens moeten Amerikaanse overheidsinstanties regelen dat het eigen personeel van de overheid geen toegang heeft tot de website.
- 6 december: Er wordt bekend welke plekken in de wereld van groot belang zijn voor de Verenigde Staten. Tevens maakt de Zwitserse bank PostFinance bekend dat zij de toegoeden van Assange ter waarde van 31.000 euro bevroren heeft, omdat hij onjuiste informatie zou hebben verstrekt over zijn woonplaats. WikiLeaks maakt bekend dat dit gebeurd is vanwege het feit dat Assange "als dakloos vluchteling geprobeerd heeft een verblijfplaats te verkrijgen en gebruikte om die reden het adres van zijn advocaat in Genève voor zijn bankcorrespondentie. Dezelfde dag krijgt PostFinance te maken met DDoS-aanvallen van sympathisanten van WikiLeaks verenigd onder het label Anonymous als vergeldingsreactie voor het tegenwerken van de WikiLeaks-woordvoerder. Vandaag maakte ook MasterCard bekend actie te ondernemen dat WikiLeaks geen gebruik meer kan maken van MasterCard-producten, omdat de regels direct of indirect consumenten verbieden zich te verbinden met of het faciliteren van iedere actie die illegaal is.
- 7 december: Julian Assange meldt zich vrijwillig bij de politie om vragen te beantwoorden en wordt na dit gesprek aangehouden in verband met het uitleveringsverzoek van Zweden. Een verzoek tot borgtocht voor Julian Assange wordt afgewezen door de rechter. Als reactie hierop wordt er door Anonymous een DDoS-aanval uitgevoerd op de website van de Zweedse openbaar aanklager. Ook kreeg EveryDNS te maken met een DDoS-aanval.
- 8 december: WikiLeaks laat bij monde van woordvoerder Kristinn Hrafnsson door te gaan met het publiceren van de informatie. Tevens worden er door Anonymous door middel van DDoS-aanvallen de websites van Joseph Lieberman (vanwege zijn rol bij het neerhalen van de website van WikiLeaks bij provider Amazon), MasterCard, Borgstrom en Bodström (advocaat van de twee Zweedse vrouwen die een aanklacht indienden tegen Assange), VISA en Sarah Palin (vanwege haar anti-uitspraken tegen Assange) aangevallen.
- 9 december: PayPal en Amazon worden het doelwit van aanvallen van Anonymous voor hun vermeend anti-WikiLeaks-gedrag. De Russische premier Vladimir Poetin noemt de arrestatie van Assange niet democratisch als reactie tijdens een persbriefing op de vraag over een Amerikaans document dat Poetin betitelde als leider van een corrupt en ondemocratisch land. Ook de hoge commissaris voor de Mensenrechten van de Verenigde Naties, Navi Pillay, uitte kritiek op de behandeling van Assange en was bezorgd over de druk die er op bedrijven wordt gelegd die zakendoen met WikiLeaks. Deze druk kan volgens haar uitgelegd worden als een poging om WikiLeaks te censureren en daarmee de vrijheid van meningsuiting te schenden.
- 10 december: Het gesprek tussen Maxime Verhagen en Clinton over de troepen in Afghanistan is gelekt. WikiLeaks zegt dat het geheel over Nederland gaat. Ook is de website van PayPal wederom getroffen door een DDoS-aanval.
- 18 december: De Bank of America maakt kenbaar dat zij geen transacties meer zal uitvoeren die voor WikiLeaks bedoeld zijn. Eerder liet WikiLeaks weten dat ze documenten zal publiceren over onetische praktijken bij een 'grote Amerikaanse bank'.[4]
- 2 januari 2011: Uit documenten blijkt dat Israël zich aan het voorbereiden is op een grootschalige oorlog in het Midden-Oosten.[5]
- 28 januari: Uit mails van de Amerikaanse ambassade in Brussel blijkt dat Pieter De Crem door de Amerikanen beschouwd wordt tot hun beste medestander in de Belgische regering, in tegenstelling tot bijvoorbeeld Yves Leterme of Johan Vande Lanotte. De Crem zou ook Hillary Clinton ingeschakeld hebben om bij de Belgische regering aan te dringen voor meer middelen voor het Belgische leger.[6] Verder was er ongerustheid over plannen tot het verwijderen van alle nucleaire wapens in Kleine Brogel, maar het kabinet van De Crem kon de Amerikanen geruststellen dat dit in het parlement wel zou tegengehouden worden.[7]
- 21 januari: Uit documenten blijkt dat de Amerikaanse ambassade in Brussel van 2006 tot 2009 rechtstreekse contacten had met een kamerlid van het Vlaams Belang.[8] Verder waren de VS in 2007 ontzet over een Belgische wet die het gebruik van verarmd uranium in munitie wil verbieden.[9]
- 19 maart: De Amerikaanse ambassadeur in Mexico Carlos Pascual treedt af nadat uit kabels bleek dat hij zijn twijfels had bij de capaciteiten van de Mexicaanse autoriteiten in de Mexicaanse drugsoorlog. Onder andere president Felipe Calderón had zijn onvrede uitgesproken over de opmerkingen van Pascual.

## Gevolgen
Na Cablegate verbraken verschillende bedrijven hun banden met WikiLeaks, zoals EveryDNS, en Amazon.com dat voor de hosting zorgde (na een tussenkomst van een medewerker van Amerikaans senator Joe Lieberman.)
Vier dagen later sloot PayPal de rekening af waarop giften voor WikiLeaks gestort konden worden, omdat het "illegale activiteiten zou aanmoedigen".
Op 6 december 2010 bevroor de Zwitserse bank PostFinance de rekeningen van Assange, en weigerden MasterCard en Visa nog verder betalingen voor WikiLeaks. De websites van deze bedrijven werden daarna door sympathisanten van WikiLeaks aangevallen onder het label van Anonymous.